# 安迪尔乡
安迪尔乡（維吾爾語：ئەندىر يېزىسى‎，拉丁维文：Endir Yëzisi），是中华人民共和国新疆维吾尔自治区和田地區民丰县下辖的一个乡镇级行政单位。

## 行政区划
安迪尔乡下辖以下地区：
亚瓦通古孜虚拟村。